# Municipi de Xalapa
Xalapa és un dels 212 municipis que integren l'Estat de Veracruz. Està conformat per 55 localitats i la seva capçalera municipal és Xalapa-Enríquez. El Cens de Població i Habitatge 2020 de l'Institut Nacional d'Estadística i Geografia (INEGI) va reportar una població total al municipi de 488 531 habitants. També és un dels set municipis que conformen la zona metropolitana de Xalapa .
El nom Xalapa (o Jalapa) prové de la llengua nàhuatl, específicament dels vocables xalli, que significa «sorra», i apan, «riu o brollador», de tal manera que es podria interpretar com «font a l'arena» o «lloc de les aigües sorrenques». El municipi es va crear el 26 de maig de 1825 a partir del decret XLVI Organització, policia i govern interior de l'estat, la seva divisió; establiment d'autoritats polítiques i les seves dotacions» que dividia l'estat de Veracruz en dotze cantons, subjectes a quatre departaments. Xalapa era un dels departaments i comprenia els cantons de Jalapa i Jalacingo.

## Geografia

Mapa del municipi de Xalapa.

El municipi és entre els paral·lels 19° 29' i 19° 36' latitud nord, els meridians 96° 48' i 96° 58' longitud oest i a una altitud que varia entre els 700 i els 1.600 metres. Limita al nord amb els municipis de Banderilla, Jilotepec i Naolinco, a l'est amb Naolinco i Emiliano Zapata, al sud amb Emiliano Zapata i Coatepec i a l'oest amb Coatepec, Tlalnelhuayocan i Banderilla. Amb excepció de Naolinco, tots els anteriors municipis i Rafael Lucio conformen la zona metropolitana de Xalapa.
D'altra banda, d'acord amb l'INEGI, els climes predominants són el semicàlid humit amb abundants pluges a l'estiu i el semicàlid humit amb pluges tot l'any. En menor mesura, també es registren climes "càlid subhumit amb pluges a l'estiu" i "temperat humit amb pluges tot l'any". Ocupa un total de 124.38 quilòmetres quadrats, cosa que representa el 0.17% del total estatal. El Macuiltépec és el punt més alt amb 1.522 metres sobre el nivell del mar.

## Municipalitat
Segons el Reglament Interior de Govern de l'Ajuntament de Xalapa, el municipi de Xalapa compta amb «autonomia, personalitat jurídica i patrimoni propis» i està governat per un ajuntament, elegit mitjançant «elecció popular, lliure, directa i secreta», que està integrat per un president municipal -electe per a un període de tres anys i que pren possessió l'1 de gener següent a l'elecció-, un síndic i tretze regidors. A més, el govern local resideix a Xalapa-Enríquez i la seu principal és el Palau Municipal d'aquesta ciutat.
Per a l'elecció de diputats locals al Congrés de Veracruz, el municipi se situa dins dels districtes electorals locals XI —Xalapa I: «part centre i est de la ciutat de Xalapa i zona rural del municipi»— i XII —part centre i oest de la ciutat de Xalapa. Així mateix, per a l'elecció de diputats al Congrés de la Unió, Xalapa s'integra als districtes electorals federals X i VIII de Veracruz. El municipi està integrat per un total de 55 localitats, 50 de rurals i cinc urbanes.

## Demografia
D´acord amb les dades del Cens de Població i Habitatge 2010 de l'INEGI, Xalapa és el segon municipi més poblat de l'estat amb un total de 457 928 habitants. Pels seus 124.38 quilòmetres quadrats de superfície, el municipi té una densitat de població de 3681,7/km². Del total de població, 213.571 són homes (46,64%) i 244 357 dones (53,36%). Pel que fa a grups d'edat, 107 942 pertanyen a la població de 0 a 14 anys, 301 266 a la de 15 a 64 anys i 28 928 a la de 65 anys i més. Al cens també es van registrar 122 643 habitatges habitats.
La població del municipi representa el 5,99% del total de Veracruz i de les 55 localitats, una majoria (39) té entre un i 249 habitants; a 15 més habiten entre 250 i 9.999 persones. Només una, Xalapa-Enríquez, en té més de 10.000. Aquesta és la de major població amb 424.755 habitants, pel que les la resta de les 54 localitats allotgen només 33.173 persones. Lles localitats més habitades són: la Colonia Santa Bárbara (8.617 habitants), Lomas Verdes (6.583 habitants), El Castillo (5.154 habitants) i Las Fuentes (3.039 habitants).

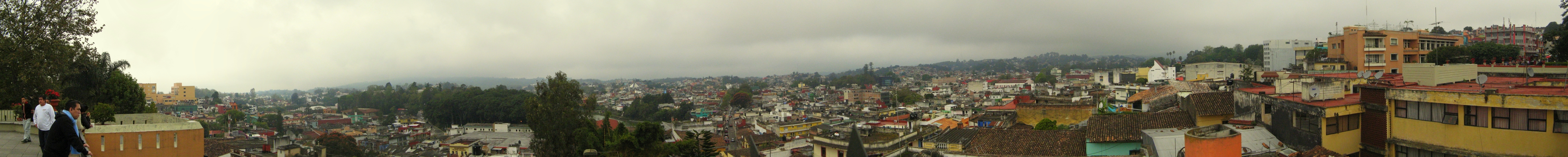
Panorama de la ciutat de Xalapa-Enríquez